# Блошиный рынок (альбом)
«Блошиный рынок» — студийный альбом российской группы Billy’s Band, выпущен весной 2010 года.

## Концепция и история альбома
Альбом стал одним из самых концептуальных и андеграундных из всей дискографии группы. По словам фронтмена коллектива Билли Новика, «это драматический фортепианный авангардный альбом с вкраплениями песен, стилизованных под начало XX века. Здесь собран очень разнообразный материал, нет ни одной песни, похожей на другую. Блошиный рынок — это символ, ключ к уголкам подсознания, которые скрыты где-то между памятью и забвением. Ты живёшь в своей привычной обыденности — и вдруг оказываешься в мире забытых воспоминаний, где совсем другая жизнь, с другим накалом. Такая пограничная история, сродни Чистилищу, этакому блошиному рынку человеческой души. Кроме того, эта пластинка стала первой в которой Новик выступил не только в качестве музыканта, но также продюсера и звукорежиссёра.
Атмосферу диска создаёт одна из первых песен в трек-листе — «Туманная погода», своего рода интродукция о настоящем блошином рынке рядом с метро «Удельная» в Санкт-Петербурге, создающая ощущение безумного хаоса. Примерно в этом же стиле записаны: минорная притча «2 копейки», исполняемая Антоном Матезиусом; «Весёлый посёлок» о сером питерском спальном районе; жалостливый трип-хоп-дикси «Налейте собаке» (автор текста Павел Евлахов); а также речитатив «Первый поцелуй» о женщине со странными привычками.
Важную роль в альбоме играют не характерные для творчества «Billy’s Band» романсы, добавляющие музыке общей лиричности — «Некуда», «За её окном» и колыбельная о смерти «Где-то у края». Необычный стиль в виде истерической мантры можно услышать в песне «Мария», идея которой появилась случайно на одном из саундчеков. По замыслу Билли, единственной задачей этого номера является то, чтобы человеку, который слушает подобную музыку становилось физически плохо — текст и гитарные риффы намеренно заряжены эмоциональной амплитудой с отрицательным модулем. Противоположностью «Марии» можно назвать рок-зарисовку «Всё здесь и сразу», с сюрреалистическими образами, чередующиеся на контрасте с психотическими румбами, из категории tribal. Также в альбом попали уже известные по одному из синглов композиции «Отоспимся в гробах» (в оригинальной версии) и «Я трава». Заканчивает пластинку нарочито пафосный «Гимн смерти» в стиле «The Black Rider» Тома Уэйтса.
Помимо вещей авторства «Billy’s Band», в него вошли джазовая интерпретация песни «В супермаркете» группы «Каста», а также десятиминутный триллер «Безголовый», в основе которого лежит текст Александра Пушина.
Обложку для альбома оформила российская художница-концептуалист Lora Zombie.

## Список композиций
1. Отоспимся в гробах (оригинальная версия)
2. Туманная погода
3. Некуда
4. Мария
5. Первый поцелуй
6. Все здесь и сразу
7. Где-то у края (колыбельная)
8. 2 копейки
9. В супермаркете
10. Налейте собаке
11. Безголовый (сказка-фантазия)
12. За её окном
13. Весёлый посёлок
14. Я трава
15. Покуда живой
16. Гимн смерти (инструментал)
17. Бонус-трек — Отоспимся в гробах

## Музыканты, принявшие участие в записи
Кроме постоянных участников группы — Билли Новика, Андрея Резникова, Антона Матезиуса и Михаила Жидких, который впервые выступил в качестве композитора, и, помимо саксофонных партий, исполнил несколько фортепианных баллад, в записи приняли участие: Дмитрий Братухин (фортепиано), Гуля Наумова (скрипка), Евгений Бобров (барабаны), Вячеслав Саликов (виолончель), Егор Шашин (труба, флюгельгорн) и Пётр Миронов (аккордеон).